# Gordon Wilkins
Leslie Gordon Wilkins (* 6. Oktober 1912 in Liverpool; † 11. April 2007) war ein britischer Journalist und Autorennfahrer. 

## Journalist
Geboren und aufgewachsen in Liverpool, begann Gordon Wilkins in den 1930er-Jahren mit seiner Arbeit im Medienbereich. Beginnend als Vertriebsmitarbeiter wurde er in der Folge Motorsportjournalist und stieg 1933 zum Herausgeber der Wochenzeitung The Motor auf. Unter seiner Leitung wurden Fotos und Cartoons zu einem wesentlichen Bestandteil der Zeitschrift. Bekannt war sein technisches Verständnis, das er sich bei einer Vielzahl an Kursen angeeignet hatte. Seine guten Kontakte nach Deutschland führten zu einer Einladung als einziger britischer Journalist bei der Vorstellung der Vorentwürfe des VW Käfer durch Adolf Hitler bei der Berliner Automobilausstellung 1939. 
Während des Zweiten Weltkriegs arbeitete Wilkins in der Forschungsabteilung der Bristol Aeroplane Company und war ab 1944 in ein am Ende nicht verwirklichtes Fahrzeugprojekt von Roy Fedden involviert. Wilkins wäre dabei für das Design zuständig gewesen. Nach dem Ende des Krieges wurde er 1947 Herausgeber von Autocar. 
Ab 1953 arbeitete er als freier Journalist und stieg zum Doyen der britischen Motorsportjournalisten auf. In den 1960er- und 1970er-Jahren schrieb er weltweit für 27 Magazine, Zeitschriften und Zeitungen. Jahrelang publizierte er den Daily Express Motor Show Guide und übersetzte französische und englische Motorsportbücher ins Englische. Er war Moderator einer TV-Sendung und lebte ab 1992 bis zu seinem Tod mit seiner Frau in Südfrankreich.

## Karriere als Rennfahrer
Gordon Wilkins war als Herrenfahrer aktiv. Ende der 1930er-Jahre fuhr er Bergrennen und debütierte 1939 beim 24-Stunden-Rennen von Le Mans. Gemeinsam mit Arthur Jones ging Wilkins auf einem Singer Le Mans Replica ins Rennen und beendete es als Gesamtachtzehnter.  In den 1950er-Jahren startete er weitere drei Mal in Le Mans, jeweils mit dem Franzosen Marcel Becquart als Teampartner. 1951 und 1952 erreichte er Klassensiege. Die beste Platzierung abseits von Le Mans war der 19. Rang beim Silverstone International 1951.

## Statistik

### Le-Mans-Ergebnisse
| Jahr | Team                        | Fahrzeug               | Teamkollege     | Platzierung             | Ausfallgrund |
| ---- | --------------------------- | ---------------------- | --------------- | ----------------------- | ------------ |
| 1939 | Arthur W. Jones             | Singer Le Mans Replica | Arthur Jones    | Rang 18                 |              |
| 1951 | Marcel Becquart             | Jowett Jupiter R1      | Marcel Becquart | Rang 21 und Klassensieg |              |
| 1952 | Marcel Becquart             | Jowett Jupiter R1      | Marcel Becquart | Rang 13 und Klassensieg |              |
| 1953 | Donald Healey Motor Company | Austin-Healey 100      | Marcel Becquart | Rang 14                 |              |

### Einzelergebnisse in der Sportwagen-Weltmeisterschaft
| Saison | Team                        | Rennwagen         | 1   | 2   | 3   | 4   | 5   | 6   | 7   |
| ------ | --------------------------- | ----------------- | --- | --- | --- | --- | --- | --- | --- |
| 1953   | Donald Healey Motor Company | Austin-Healey 100 | SEB | MIM | LEM | SPA | NÜR | RTT | CAP |
| 1953   | Donald Healey Motor Company | Austin-Healey 100 | 14  |     |     |     |     |     |     |